# 달콤한 오후 이수정입니다
《달콤한 오후 이수정입니다》는 TBC Dream FM(대구 FM 99.3MHz)에서 2018년 1월 1일부터 2022년 12월 31일까지 4년간 방송했던 라디오 음악 예능 프로그램이었다.

## 프로그램 소개
나른한 오후의 달콤한 데이트

## DJ
| 대수 | 진행자                | 진행 기간                         | 비고 |
| ---- | --------------------- | --------------------------------- | ---- |
| 1대  | 이수정 前 기상 캐스터 | 2018년 1월 1일 ~ 2022년 12월 31일 |      |

## 코너

### 매일 코너
- 1부 : 그 시절 우리가 좋아했던 노래 - 지나간 추억을 생각하게 하는 1990년대 노래를 만난다
- 2부 : 오후의 톡톡 (문자, 톡 참여) - 하나의 주제를 정해 그 주제에 맞는 청취자들의 사연 소개
- 2부 : 오후의 퀴즈 쇼 (문자, 톡 참여) - 노래 가사를 듣고 노래 제목 맞추기

### 주말 코너
- 1부 : 수디의 인디 - DJ가 추천하는 인디 음악 한곡
- 2부 (토요일) : 바람이 분다 (스피치 디자이너 박혜담) - 좋은 책 구절, 영화, 드라마 명대사와 함께 감성 채우기
- 2부 (일요일) : 톡톡 노래 - 노래 제목이 톡톡 튀는 제목이 독특한 노래 두 곡을 만나다.
- 3부 (토요일) : 이 주의 플레이리스트 (김건영 리포터) - 한 주간의 핫 이슈가 된 노래 만나 보기
- 3부 (일요일) : 다시 듣는 OST - 드라마, 영화 OST 소개

### 요일 코너 (3부)
- 월요일 : 내색의 달콤한 탑골공원 (가수 내색) - 1990 ~ 2000년대 Top 10 음악들을 다시 들어 보기
- 화요일 : 슬기로운 우기 생활 (방송인 정진욱) - 일상의 관계 속에서 슬기롭게 헤쳐가는 법을 알아보고 청취자들이 전하는 꿀팁과 노하우를 소개한다.
- 수요일 : 보이는 라디오 - 유튜브 채널 띠비띠에서 생방송으로 보이는 라디오를 진행[1]
- 목요일 : 감각적 심상 (가수 심상명) - 가수 심상명이 청취자가 특별한 사연으로 신청한 노래를 라이브로 전하는 시간
- 금요일 : 너는 내 운명 (수의사 김지훈) - 김지훈 수의사와 함께 반려 동물에 대해 궁금했던 점을 Q&A

## 동시간대 관련 경쟁 프로그램
- FM 음악여행 (대구MBC FM 4U)